# A Terminátor – Sarah Connor krónikái epizódjainak listája
Itt található a Terminátor – Sarah Connor krónikái epizódjainak listája. A sorozatot az Egyesült Államokban 2008. január 13-ától vetíti a FOX televíziócsatorna.
Magyarországon az RTL Klub csatorna vetítette 2009. február 3-tól négy rész erejéig. Majd 2009 telén A Cool TV átvette a sorozatot. Leadásra kerül a második évad is.

## Epizódok

### 1. évad
| |                   |  |     |  |  |
| Cím | Első vetítés      |  | #   |  |  |
| |                   |  |     |  |  |
| Pilot | 2008. január 13.  |  | 101 |  |  |
| Múlt és jövő | 2009. február 3.  |  | 101 |  |  |
| 1999.; Sarah Connor és tinédzser fia, a jövőben tomboló gépek elleni háború leendő vezetője, John immár két éve menekülnek a nyomukban lévő hatóságok és James Ellison FBI-ügynök elől. Mikor azonban elhatározzák, hogy egy új-mexikói kisvárosban letelepednek, újabb terminátorok tűnnek fel a jövőből; mindketten Johnt keresik. |                   |  |     |  |  |
| |                   |  |     |  |  |
| Gnothi Seauton | 2008. január 14.  |  | 102 |  |  |
| Találd meg önmagad! | 2009. február 10. |  | 102 |  |  |
| Miután megérkeztek 2007-be, Sarah régi kapcsolatain keresztül próbál meg új személyazonosságot szerezni. Míg John titokban felkeresi anyja régi vőlegényét, Sarah és Cameron rátalálnak három jövőbeli ellenállási tag holttestére, akik közül egy hiányzik. Cromartie rendszere időközben újraindul.                                |                   |  |     |  |  |
| |                   |  |     |  |  |
| The Turk | 2008. január 21.  |  | 103 |  |  |
| Mesterséges intelligencia | 2009. február 17. |  | 103 |  |  |
| Sarah nyomozása a Skynet alkotói után egy mobiltelefon-eladóhoz vezeti őt, akiről kiderül, hogy mesterséges intelligenciát fejleszt. John és Cameron megpróbálnak elvegyülni az iskolatársaik között. Cromartie elfog egy mesterséges szövetregenerációt kutató tudóst, hogy segítségével újraalkossa a külsejét borító szövetet.    |                   |  |     |  |  |
| |                   |  |     |  |  |
| Heavy Metal | 2008. február 4.  |  | 104 |  |  |
| Veszélyes helyzet | 2009. február 24. |  | 104 |  |  |
| Cameron rájön, hogy Cromartie a jelenben van, és azt feltételezi, hogy meg fog támadni egy koltán szállítmányt, hogy helyreállítsa magát. John meggyőzi Sarah-t, próbálják meg kiiktatni a terminátort, csakhogy később kiderül, egy másik gép áll a háttérben. Anyja ellenére John magánakcióba kezd, ám csapdába esik.             |                   |  |     |  |  |
| |                   |  |     |  |  |
| Queen's Gambit | 2008. február 11. |  | 105 |  |  |
| Vezércsel | 2010. január 23.  |  | 105 |  |  |
| Sarah megtudja, hogy Andy Goode újraalkotta a gépét, amit egy sakktornán akar versenybe állítani. A nő találkozik a hiányzó negyedik ellenállóval, akit azonban Goode halála miatt elfog a rendőrség. Az ellenállók kivégzésére küldött terminátor üldözőbe veszi a férfit, és Cameronék mentőakciója során súlyosan megsebzi őt.    |                   |  |     |  |  |
| |                   |  |     |  |  |
| Dungeons & Dragons | 2008. február 18. |  | 106 |  |  |
| A jövő harcosa | 2010. január 30.  |  | 106 |  |  |
| Derek állapota egyre súlyosbodik, amikor is John váratlan segítséget hoz: Charley-t. A férfinak sikerül stabilizálnia Dereket, miközben az újraéli a jövőben történt eseményeket. Sarah beavatja volt vőlegényét az emberiség jövőjébe, Cameron pedig meglepő dolgot tesz.                                                           |                   |  |     |  |  |
| |                   |  |     |  |  |
| The Demon Hand | 2008. február 25. |  | 107 |  |  |
| A démoni kéz | 2010. február 6.  |  | 107 |  |  |
| A kis csapat nyomozni kezd T-888-as leszakadt keze után, hamarosan pedig rájönnek, hogy az régi "ismerősüknél", Ellison ügynöknél van. John megnéz egy régi videó-felvételt, és számára elkeserítő dolgokat talál rajt. Ellison meglátogatja Dr. Silbermant, aki ezután elfogja az ügynököt.                                         |                   |  |     |  |  |
| |                   |  |     |  |  |
| Vick's Chip | 2008. március 3.  |  | 108 |  |  |
| A különös chip | 2010. február 13. |  | 108 |  |  |
| Derek rájön, és megosztja társaival, hogy Cameron eltette magának az elpusztított terminátor chipjét. Sarah és Cameron nyomozni kezdenek a Török után, míg John fontos információkra bukkan a chipen. Cromartie visszatér, és minden iskolát sorra meglátogat, hogy John nyomára bukkanjon.                                          |                   |  |     |  |  |
| |                   |  |     |  |  |
| What He Beheld | 2008. március 3.  |  | 109 |  |  |
| Az örmény kapcsolat | 2010. február 20. |  | 109 |  |  |
| Sarah megbeszél egy üzleti találkozót egy bizonyos Sarkissannnal, hogy megvegye tőle a Törököt. John és Derek közelebbről is megismerik egymást. Ellison ügynök hosszú idők után ismét meglátogatja Charley-t, így sikerül lelepleznie Cromartie-t, egy kommandós egységgel pedig megpróbálja elfogatni.                             |                   |  |     |  |  |
| |                   |  |     |  |  |

### 2. évad
| |                      |  |     |  |  |
| Cím | Első vetítés         |  | #   |  |  |
| |                      |  |     |  |  |
| Samson & Delilah | 2008. szeptember 8.  |  | 201 |  |  |
| Barátból ellenség | 2010. február 27.    |  | 201 |  |  |
| A robbanást követően feltűnik Sarkissan és embere, akik a házban elfogják Sarah-ékat. Johnnak és anyjának végül sikerül elmenekülniük az égő házból, számolniuk kell az őket üldöző Cameronnal, akinek a támadás során súlyosan megsérült a chipje. Ellison ügynököt kényszerszabadságra küldik.                                                                          |                      |  |     |  |  |
| |                      |  |     |  |  |
| Automatic For The People | 2008. szeptember 15. |  | 202 |  |  |
| Atomcsapás | 2010. március 6.     |  | 202 |  |  |
| A jövőből egy ismeretlen, sebesült férfi bukkan fel, aki halála előtt különös dolgokat fest fel vérrel a falra. John új barátot talál. Sarah és Derek rájönnek, hogy az egyik környéken lévő atomerőmű jelentős szerepet játszik a jövő alakulásában. Cromartie követni kezdi Ellisont, hogy John nyomára bukkanjon.                                                      |                      |  |     |  |  |
| |                      |  |     |  |  |
| The Mousetrap | 2008. szeptember 22. |  | 203 |  |  |
| Egérfogó |                      |  | 203 |  |  |
| Ellison tanácsára Charley és felesége elhagyják a várost, ám Cromartie rajtuk üt és elrabolja a nőt. Charley végső elkeseredettségében Sarah és Derek segítségét kéri, így azok a férfi segítségére sietnek, ám hamar rájönnek, ez csak csali volt. Cromartie rátalál Johnra, és egy Catherine Weaver nevű nő is feltűnik a színen.                                       |                      |  |     |  |  |
| |                      |  |     |  |  |
| Allison from Palmdale | 2008. szeptember 29. |  | 204 |  |  |
| Emlék a jövőből |                      |  | 204 |  |  |
| John elküldi Cameront vásárolni, ám a boltban a robot rendszere meghibásodik, így végül a rendőrségen köt ki. Itt megismerkedik egy Jody nevű csavargó lánnyal, aki ezután magával viszi, hogy felhasználja őt egy betöréshez, mialatt az újraéli a jövőben történteket. Míg John Cameront keresi, Sarah kórházba szállítja terhes szomszédját.                           |                      |  |     |  |  |
| |                      |  |     |  |  |
| Goodbye to All That | 2008. október 6.     |  | 205 |  |  |
| Gyors, pusztító és végzetes |                      |  | 205 |  |  |
| Derek megtudja, hogy egy újabb T-888-as érkezett vissza, hogy megölje John leendő társát, Martin Bedell-t. Hogy biztosra menjenek, Sarah és Cameron egy ugyanilyen nevű kisgyermeket vesznek védelmük alá, Derek és John pedig az egyik katonai akadémiába épül be, hogy aztán megvédhessék a szintén itt tanuló Martint.                                                 |                      |  |     |  |  |
| |                      |  |     |  |  |
| The Tower Is Tall But the Fall Is Short | 2008. október 20.    |  | 206 |  |  |
| Halállista |                      |  | 206 |  |  |
| A falon szereplő nevek alapján a csapat meglátogat egy Dr. Sherman nevű gyermekpszichológust, noha nem tudják, milyen szerepet szánt neki a jövő. Míg John kiönti lelkét a doktornak, Derek találkozik jövőből jött ismerősével, Ellison pedig rájön, hogy Weaver és tudóscsapata valami titkos ügyön dolgoznak.                                                          |                      |  |     |  |  |
| |                      |  |     |  |  |
| Brothers of Nablus | 2008. november 3.    |  | 207 |  |  |
| Őrült hajsza |                      |  | 207 |  |  |
| Sarah-ék lakásába valakik betörnek és ellopják a gyémántokat, hitelkártyákat és a személyiket. Derek javaslatára a tettes után egy zálogházban kezdenek nyomozni, ahol azonban a tulaj átveri őket. Ez idő alatt Cromartie Jody segítségével kezd kutatni John után, Ellisont pedig gyilkosság vádjával letartóztatják.                                                   |                      |  |     |  |  |
| |                      |  |     |  |  |
| Mr. Ferguson Is Ill Today | 2008. november 10.   |  | 208 |  |  |
| Sarah története |                      |  | 208 |  |  |
| Cromartie rátalál Sarah-ra, majd túlszul ejtve a nőt, elindul John után, aki Riley-val együtt Mexikóba ment. A két fiatal éppen egy fogdában tartózkodik, mikor a termnitátor megtámadja őket, ám ekkor nem csupán Derek és Cameron siet a segítségükre, hanem a korábban számukra veszélyt jelentő Ellison is.                                                           |                      |  |     |  |  |
| |                      |  |     |  |  |
| Complications | 2008. november 17.   |  | 209 |  |  |
| Vallatás |                      |  | 209 |  |  |
| Mialatt hazafelé tartanak, Sarah rosszul lesz, nem sokkal később pedig hallucinálni kezd. John újra meglátogatja Dr. Shermant. Derek hívást kap Jesse-től, aki egy konténernél aztán bemutat neki egy megkötözött férfit. A nő azt állítja, ő Charles Fischer, egy áruló, aki a jövőben a gépeket szolgálja. Cromartie teste eltűnik.                                     |                      |  |     |  |  |
| |                      |  |     |  |  |
| Strange Things Happen at the One Two Point | 2008. november 24.   |  | 210 |  |  |
| Az ellenség új arca |                      |  | 210 |  |  |
| Az anyja látomásaiban szereplő három pont után nyomozva, John azt feltételezi, talán a Dakara Systems nevű cég lehet a kulcs a megoldáshoz. Sarah és Cameron így együtt befektetőnek adják ki magukat, hogy megszerezzenek egy bizonyos mikrochipet. Dr. Shermant Weaver rejtélyes számítógépe meggyilkolja.                                                              |                      |  |     |  |  |
| |                      |  |     |  |  |
| Self Made Man | 2008. december 1.    |  | 211 |  |  |
| Vissza a múltba |                      |  | 211 |  |  |
| Cameron meglátogat egy rejtélyes, tolószékes fickót egy könyvtárban, akivel ezután utánanéznek egy 1920-ban történt tűzesetnek. Riley elcsalja Johnt egy házibuliba, ám ott az események nem vártan alakulnak. A múltban való kutakodás során Cameron rájön, hogy egy újabb terminátor van a jelenben.                                                                    |                      |  |     |  |  |
| |                      |  |     |  |  |
| Alpine Fields | 2008. december 8.    |  | 212 |  |  |
| Kísért a jövő |                      |  | 212 |  |  |
| Sarah kérésére Derek találkozik egy lánnyal, akinek terhes anyja haldoklik. A lány azt állítja, hónapokkal ezelőtt Sarah, John és Cameron mentették meg őt és szüleit egy terminátortól, aki Derek szerint valószínűleg az anyát akarta megölni, ugyanis annak gyereke jelentős személye lehet a jövőnek.                                                                 |                      |  |     |  |  |
| |                      |  |     |  |  |
| Earthlings Welcome Here | 2008. december 15.   |  | 213 |  |  |
| Földlakók és idegenek |                      |  | 213 |  |  |
| Sarah tovább nyomoz a három ponttal kapcsolatban, így hamarosan egy UFO-kutató csoport körei közt találja magát. Mialatt az ügy kapcsán feltűnik egy rejtélyes blog-író, John felfedezi, hogy Riley arcán ütésnyomok vannak, ám mikor megpróbálja kideríteni, hol szerezte azokat, a lány meglepő dolgot tesz.                                                            |                      |  |     |  |  |
| |                      |  |     |  |  |
| The Good Wound | 2009. február 13.    |  | 214 |  |  |
| Golyó a sebben |                      |  | 214 |  |  |
| A sebesült Sarah kórházba kerül, ahonnan azonban megszökik, és bujkálni kényszerül. Míg a nőt John halott apja, Kyle szelleme irányítja, Weaver egy egész üzemet elpusztítani, csakhogy védje a Cromatrie-ból kifejlesztett gépét, John Henry-t. |                      |  |     |  |  |
| |                      |  |     |  |  |
| Desert Cantos | 2009. február 20.    |  | 215 |  |  |
| Sivatagi rejtély |                      |  | 215 |  |  |
| Sarah, John és Derek részt vesznek az üzemben elhunytak temetésén, hogy kiderítsék, mi állhat a robbanás hátterében. Míg Sarah átvizsgál egy vállalati telephelyet, Weawer saját emberét küldi a városba, hogy megkeressen egy férfit, aki túlélte a merényletet. Ismeretlen repülő gép tűnik fel az éjszakában.                                                          |                      |  |     |  |  |
| |                      |  |     |  |  |
| Some Must Watch, While Some Must Sleep | 2009. február 27.    |  | 216 |  |  |
| Rémálom |                      |  | 216 |  |  |
| Folytatva a nyomozást, Sarah-t egy férfi elrabolja az utcán, méghozzá az üzemi robbantás egyetlen túlélője, akit egyszer Sarah már lelőtt. A férfi bedrogozza őt, hogy kivallassa, ám a nő a szertől egy alvásklinikán találja magát, ahol elszántan próbálja bebizonyítani John-nak, hogy az itt dolgozók a Skynet emberei.                                              |                      |  |     |  |  |
| |                      |  |     |  |  |
| Ourselves Alone | 2009. március 6.     |  | 217 |  |  |
| Önmagunk ellensége |                      |  | 217 |  |  |
| Cameronban működési zavarok lépnek fel, ezért John megpróbálja megjavítani. Mivel Sarah nyomozni kezd a már teljesen felépült Riley után, Jesse mindent megtesz, hogy az igazság kettőjük közt maradjon. Végül azonban ez nem sikerül, és egy ember az életével fizet érte.                                                                                               |                      |  |     |  |  |
| |                      |  |     |  |  |
| Today Is The Day, Part 1 | 2009. március 13.    |  | 218 |  |  |
| A leszámolás napja |                      |  | 218 |  |  |
| Sarah megtudja, hogy megtalálták Riley holttestét a folyóban, ezért Johnnal arra kezdenek gyanakodi, hogy Cameron tette, ő azonban ezt tagadja. Weaver lánya, Savannah eltűnik, ezért a nő Ellisonnal együtt John Henry segítségét kéri, aki azonban rejtvényekkel áll elő. Jesse feltárja maga előtt a jövőben történteket. John a hullaházban megnézi Riley holttestét. |                      |  |     |  |  |
| |                      |  |     |  |  |
| Today Is The Day, Part 2 | 2009. március 20.    |  | 219 |  |  |
| A leszámolás napja 2. rész |                      |  | 219 |  |  |
| A jövőben történt incidensre való visszaemlékezése után, Jesse otthonába megy, ahol meglepő módon Johnt és Dereket találja. A fiú közli vele, tudja, hogy ő ölte meg Riley-t, ám ennek ellenére elengedi. Derek azonban másképpen gondolja az ügyet. |                      |  |     |  |  |
| |                      |  |     |  |  |
| To the Lighthouse | 2009. március 27.    |  | 220 |  |  |
| Élő jeladó |                      |  | 220 |  |  |
| Miután elhagyták lakásukat, Sarah elviszi Johnt egy régi ismerőséhez, Charleyhöz. John Henry rendszerébe ismeretlenek behatolnak. Sarah csomót talál a mellében, ezért rák gyanújával orvoshoz megy, ahol azonban borzalmas dologra jön rá; John, Derek, Cameron és ő is egyaránt életveszélyben van.                                                                     |                      |  |     |  |  |
| |                      |  |     |  |  |
| Adam Raised a Cain | 2009. április 3.     |  | 221 |  |  |
| Veszteség |                      |  | 221 |  |  |
| Anyja távolléte alatt, ismeretlen terminátor tör rá Savannah életére, akit a helyszínre érkező Sarah-ék még időben kimenekítenek, noha Derek az akció során meghal. Ellison alkut ajánl a kislány érdekében, ám amikor a cserére kerülne sor, a helyszínen rendőrök jelennek meg, és letartóztatják Sarah-t.                                                              |                      |  |     |  |  |
| |                      |  |     |  |  |
| Born to Run | 2009. április 10.    |  | 222 |  |  |
| Örök menekülés |                      |  | 222 |  |  |
| A kétségbeesett John Cameronnal szökési akciót tervel ki anyja érdekében, melybe egy korábban megismert papot is bevesz. Miután Cameron sikeresen kimentette Sarah-t a börtönből, együtt elindulnak Weaverhöz, hogy végleg leszámoljanak vele és az alagsorban lévő John Henry-vel.                                                                                       |                      |  |     |  |  |
| |                      |  |     |  |  |